# Червона Нива (Руднянська сільська рада)
Червона Нива (біл. вёска Чырвона Ніва) — село в складі Червенського району Мінської області, Білорусь. Село підпорядковане Руднянській сільській раді, розташоване в центральній частині області.